# Brandenburgs voetbalkampioenschap 1916/17
In 1916/17 werd het zesde voetbalkampioenschap gespeeld, dat georganiseerd werd door de Brandenburgse voetbalbond. 
BFC Hertha 92 werd kampioen, vanwege de Eerste Wereldoorlog werd er geen eindronde om de Duitse landstitel gespeeld. Het gros van de kampioenschappen in het Duitse rijk werd immers niet gespeeld.

## Eindstand
| Plaats | Club                        | Wed. | W  | G | V  | Saldo | Ptn   |
| ------ | --------------------------- | ---- | -- | - | -- | ----- | ----- |
| 1.     | Berliner FC Hertha 92       | 18   | 15 | 2 | 1  | 70:21 | 32:4  |
| 2.     | SC Union 06 Oberschöneweide | 18   | 15 | 1 | 2  | 41:24 | 31:5  |
| 3.     | Berliner TuFC Viktoria 1889 | 18   | 11 | 3 | 4  | 32:21 | 25:11 |
| 4.     | BFC Berolina 1885           | 18   | 7  | 4 | 7  | 35:28 | 18:18 |
| 5.     | Berliner FC Preußen 1894    | 18   | 7  | 3 | 8  | 46:36 | 17:19 |
| 6.     | Berliner SC Minerva 93      | 18   | 8  | 1 | 9  | 30:32 | 17:19 |
| 7.     | Berliner TuFC Union 1892    | 18   | 6  | 1 | 11 | 37:50 | 13:23 |
| 8.     | Tennis Borussia Berlin      | 18   | 5  | 0 | 13 | 31:46 | 10:26 |
| 9.     | Berliner BC 03              | 18   | 3  | 4 | 11 | 30:40 | 10:26 |
| 10.    | Berliner FC Vorwärts 1890   | 18   | 1  | 4 | 13 | 18:73 | 6:30  |

|  | Kampioen |